# مگان کلین
مگان کلین (به انگلیسی: Megan Kleine) (زادهٔ ۲۲ دسامبر ۱۹۷۲) شناگر اهل ایالات متحده آمریکا است.